# Osservatorio Ximeniano

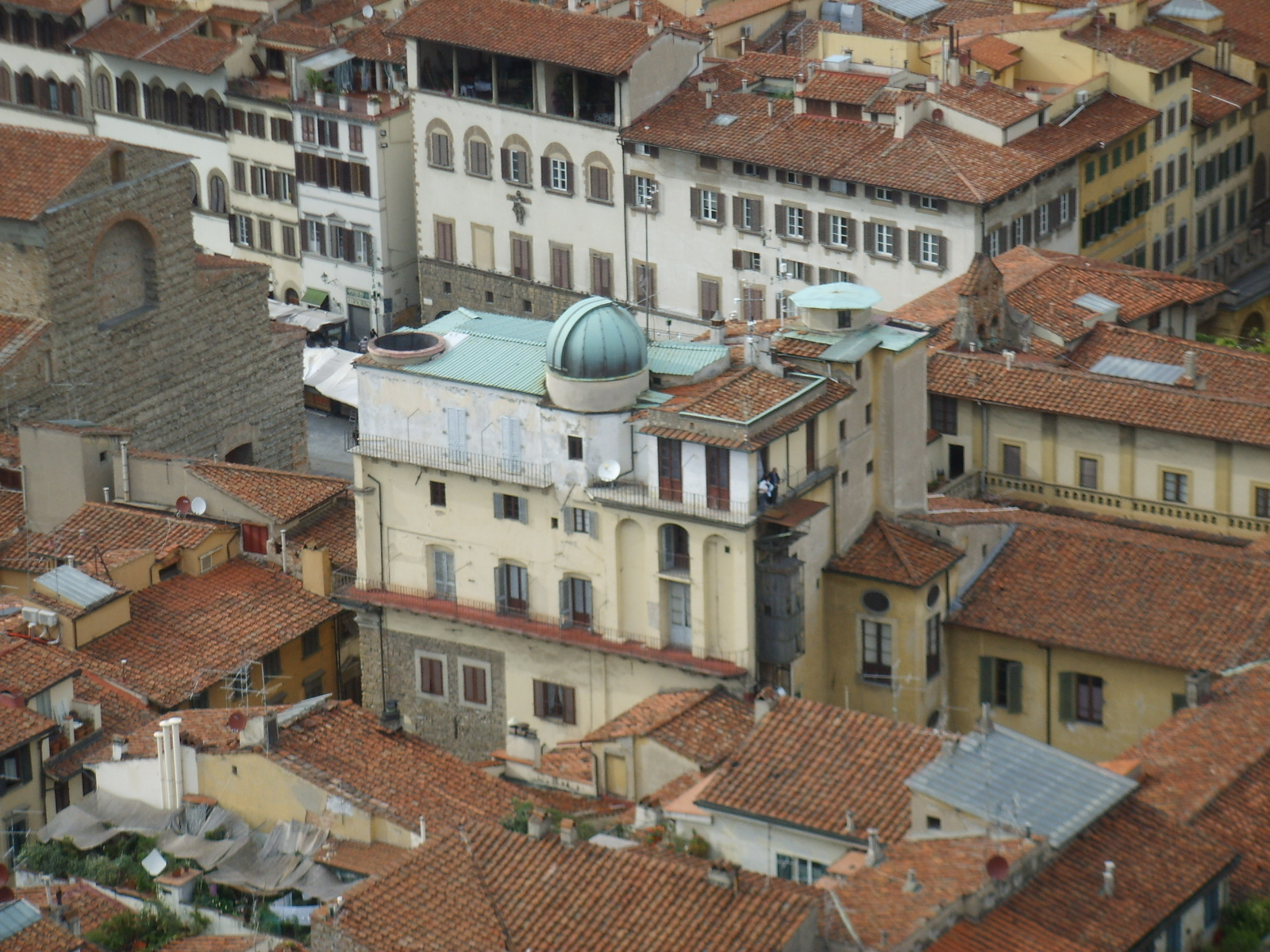
L'Osservatorio Ximeniano, veduta aerea

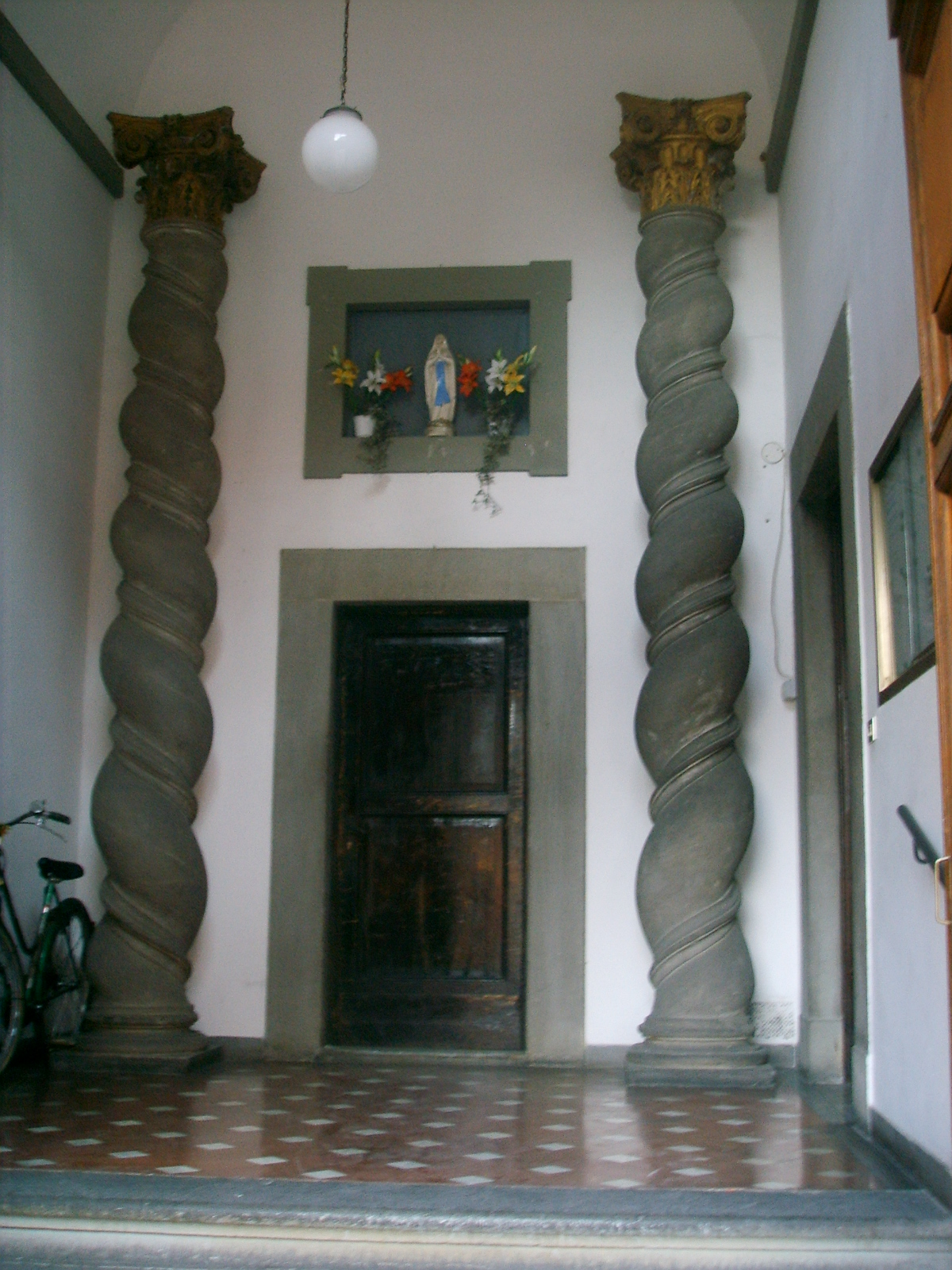
Storico ingresso dell'Osservatorio, oggi si entra da Borgo San Lorenzo, 26.

L'Osservatorio Ximeniano è un ente autonomo di ricerca e divulgazione specializzato in meteorologia e geofisica. Ha sede a Firenze, in una parte dell'ex-collegio degli Scolopi, con accesso da via Borgo San Lorenzo, 26.

## Storia
Fondato dal gesuita trapanese Leonardo Ximenes nel 1756 è ancora oggi attivo negli stessi locali ove nacque, all'ultimo piano del Convento dei Padri Scolopi detto di San Giovannino a Firenze. L'Osservatorio ospita una stazione della Rete Sismica Nazionale dell'Istituto Nazionale di Geofisica e Vulcanologia.
Al momento della nascita l'Osservatorio era principalmente rivolto allo studio dell'astronomia e dell'idraulica, interessi predominanti dello Ximenes. All'atto della momentanea soppressione della Compagnia di Gesù nel 1773, il laboratorio fu affidato ai padri Scolopi, che ancora lo gestiscono, e che indirizzarono il laboratorio verso studi meteorologici e sismografici; gli studi matematici e cartografici, che pure portarono il laboratorio a produrre opere di grande importanza, come alcune delle prime carte geografiche (come la Carta Geometrica della Toscana preparata nel 1830 da Giovanni Inghirami), realizzate con criteri moderni, persero via via di importanza, a favore di una sempre maggiore importanza dedicata alla sismologia. Caratteristica che l'osservatorio non ha mai abbandonato è quello del criterio dell'applicabilità al territorio degli studi ivi perseguiti.
Nella sede dell'Osservatorio sono ospitate due biblioteche specialistiche, una antica e una moderna, i locali per le attrezzature per le misure e numerose collezioni storiche (soprattutto strumenti per trasmissioni radio, osservazioni astronomiche e meteorologiche, strumenti sismologici), disposte in modo da poter essere fruite come un percorso storico-didattico. Vi si trova anche una riproduzione del primo motore a scoppio della storia, di Barsanti Matteucci. Nei locali sono conservate alcune importanti opere pittoriche del Cinque-Seicento fiorentino, sebbene in collocazioni poco valorizzate, nei pressi del vano scale. Tra queste figurano la Sant'Elena di Giovanni Bizzelli (1587), il San Girolamo sorretto da un angelo, tra i capolavori di Jacopo Ligozzi, e un'Immacolata Concezione di Francesco Curradi.
L'edificio incorpora anche l'antica Torre dei Rondinelli, alla cui sommità è stata ricavata la torre dell'Osservatorio, con la tipica cupola, ben visibile da tutta la città.

## Le collezioni
La Collezione astronomica è dedicata al fondatore Leonardo Ximenes, astronomo, matematico e ingegnere idraulico di fiducia dei Medici, e ai suoi immediati successori; sono esposti cannocchiali, bussole, telescopi, teodoliti, strumenti geodetici, etc. Il percorso culmina nella rotonda del Telescopio.
La Collezione Cecchi custodisce i sismografi costruiti ed utilizzati nell'osservatorio a partire dal 1873 costituendo una sorta di guida alla storia della sismologia. Molti degli strumenti, pur obsoleti, sono ancora funzionanti.
Parimenti, la Collezione meteorologica comprende strumenti di misura in gran parte realizzati nell'osservatorio stesso ed in uso dal 1813. Le osservazioni meteorologiche, effettuate con strumenti moderni, sono ancora usate come base per le medie della città di Firenze.

## Dati climatologici
I dati meteorologici sono reperibili dal 1813.
I valori estremi di temperatura registrati nel corso dell'intera serie storica sono stati i -12,9 °C del 30 dicembre 1849 e i +41,6 °C del 26 luglio 1983.
Tra il 1813 e il 1900 la temperatura più elevata fu di +40,0 °C e venne registrata il 13 agosto 1861; tra il 1901 e il 2010 la temperatura più bassa è stata di -11,0 °C ed è stata registrata l'11 gennaio 1985.